# Масляна (присілок)
Ма́сляна (рос. Масляная) — присілок у складі Білозерського району Курганської області, Росія. Входить до складу Боровської сільської ради.
Населення — 149 осіб (2010, 176 у 2002).